# 季姆村委员会
季姆村委员会（俄语：Димский сельсовет）是俄罗斯联邦阿穆尔州米哈伊洛夫卡区所属的一个村委员会。其下辖有1个居民点，行政中心为季姆。据2016年统计，该村委员会的人口为711人。